# Mauro Barella
Mauro Barella (* 12. Dezember 1956 in Palermo) ist ein ehemaliger italienischer Leichtathlet, der im Stabhochsprung erfolgreich war. 1983 gewann er die Bronzemedaille bei den Mittelmeerspielen.

## Sportliche Karriere
Mauro Barella startete für die Gruppo Sportivo Fiamme Oro, die Sportabteilung der Polizia di Stato. Er war 1982, 1984 und 1985 italienischer Meister, wobei er beim Titelgewinn 1984 mit 5,50 Meter italienischen Rekord sprang. Fünf Tage vor den italienischen Meisterschaften 1984 hatte Barella den zwölf Jahre alten italienischen Rekord von Renato Dionisi auf 5,49 Meter verbessert. In der Halle gewann er 1982 und 1984.
Bei den Halleneuropameisterschaften 1982 in Mailand wurde Barella mit 5,40 Meter Siebter. Ein Jahr später bei den Halleneuropameisterschaften 1983 in Budapest belegte Barella mit 5,20 Meter den 14. Platz. Bei den Mittelmeerspielen 1983 in Casablanca gewann Barella mit 5,10 Meter die Bronzemedaille hinter den beiden Franzosen Patrick Abada und Serge Leveur. Im Sommer 1984 bei den Olympischen Spielen in Los Angeles übersprang Barella in der Qualifikation 5,35 Meter. Im Finale belegte er mit 5,30 Meter den achten Platz.